# Kläui-Tripod-Ligand

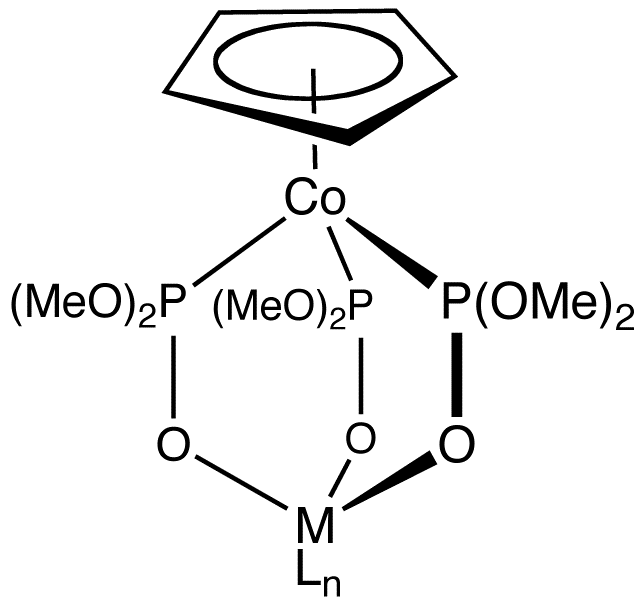
Beispiel eines Kläui-Tripod-Liganden, hier als Komplex mit einem Metall-Ion (M z. B. Al, Ga, In, Tl).

Kläui-Tripod-Liganden (Tripodal: dreifüßig) sind von Wolfgang Kläui entwickelte dreizähnige Liganden des Typs Na[η5-C5H5Co{P(O)(OR)2}3], wobei R in weiten Grenzen variiert werden kann.

## Beschreibung
Die dreizähnigen Liganden sind tripodale, facial koordinierende, monoanionische 6-e−-Donorliganden. Durch die Variationen der Reste lässt sich eine große Bandbreite sterischer und elektronischer Eigenschaften einstellen.
Die Liganden finden vielfältige Anwendung zum Beispiel in der Katalyse, Komplexe mit Kläui-Tripod-Liganden finden als Modellsubstanzen für das Studium der Zinkenzyme Verwendung.